# Roger Penrose
Sir Roger Penrose   (Colchester, 8 d'agost de 1931), OM, FRS és un físic i matemàtic nascut a Anglaterra i professor emèrit de matemàtiques a la Universitat d'Oxford. Està altament considerat pels seus treballs en física matemàtica, en particular per les seves contribucions a la relativitat general i la cosmologia. Va ser guardonat amb el premi Nobel de Física el 2020 pels seus estudis sobre formació de forats negres, confirmant el que havia teoritzat Einstein un segle abans.
També s'ha dedicat a les matemàtiques recreatives i és un controvertit filòsof. Penrose és fill del científic Lionel S. Penrose i de Margaret Leathes, i germà del matemàtic Oliver Penrose i el mestre d'escacs Jonathan Penrose.
Fou escollit membre de la Royal Society de Londres l'any 1972; va guanyar el Science Book Prize el 1990, i compartí el Premi Wolf en Física amb Stephen Hawking l'any 1988. Fou ordenat cavaller l'any 1994. Penrose va desenvolupar la teoria de la cosmologia cíclica conforme.

## Publicacions
- Techniques of Differential Topology in Relativity (1972, ISBN 0-89871-005-7)
- Spinors and Space-Time: Volume 1, Two-Spinor Calculus and Relativistic Fields (amb Wolfgang Rindler, 1987) ISBN 0-521-33707-0
- Spinors and Space-Time: Volume 2, Spinor and Twistor Methods in Space-Time Geometry (with Wolfgang Rindler, 1988) (reimpressió), ISBN 0-521-34786-6
- The Emperor's New Mind: Concerning Computers, Minds, and The Laws of Physics (1989, ISBN 0-14-014534-6; va rebre el premi a llibres científics Rhone-Poulenc el 1990)
- Shadows of the Mind: A Search for the Missing Science of Consciousness (1994, ISBN 0-19-853978-9)
- The Nature of Space and Time (ambStephen Hawking, 1996, ISBN 0-691-03791-4 (hardback), ISBN 0-691-05084-8 (paperback)
- The Large, the Small, and the Human Mind (amb Abner Shimony, Nancy Cartwright, i Stephen Hawking, 1997, ISBN 0-521-56330-5 (hardback), ISBN 0-521-65538-2 (paperback), edició Canto: ISBN 0-521-78572-3)
- White Mars or, The Mind Set Free (amb Brian W. Aldiss, 1999, ISBN 978-0-316-85243-2 (tapa dura)
- The Road to Reality: A Complete Guide to the Laws of the Universe (2004, ISBN 0-224-04447-8 (hardcover), ISBN 0-09-944068-7 (paperback))
- Cycles of Time: An Extraordinary New View of the Universe (Bodley Head (23 Sep 2010) ISBN 978-0-224-08036-1)

Penrose també va escriure pròlegs a Quantum Aspects of Life i al llibre Fearful Symmetry d'Anthony Zee.